# فرانس کاریاگین
فرانس کاریاگین (فنلاندی: Frans Karjagin; ۱۲ ژوئن ۱۹۰۹ – ۱۶ ژوئیهٔ ۱۹۷۷) بازیکن فوتبال اهل فنلاند بود.
از باشگاه‌هایی که در آن بازی کرده‌است می‌توان به باشگاه فوتبال اچ‌آی‌اف‌کی اشاره کرد.